# Teodor Petrič
Teodor Petrič, slovenski jezikoslovec, * 30. april 1959, Celje.
Petrič je leta 1984 diplomiral  na ljubljanski Filozofski fakulteti  iz nemškega jezika s književnostjo in iz geografije ter prav tam 1995 tudi doktoriral iz jezikoslovja. Leta 1997 je postal docent za moderni nemški jezik na mariborski PEF.